# Макіївська міська рада
Макі́ївська міська́ ра́да — адміністративно-територіальна одиниця та орган місцевого самоврядування у Донецькій області з адміністративним центром у місті обласного значення Макіївці.

## Загальні відомості
- Територія ради: 426 км²
- Населення ради: 389 584 особи (станом на 1 лютого 2014 року)[2]

## Адміністративний устрій
Макіївській міській раді окрім міста Макіївки підпорядковано 17 селищ міського типу, 8 сіл і 7 селищ. Місто Макіївка поділяється на 5 міських районів: Гірницький район, Кіровський район, Совєтський район, Центрально-Міський район, Червоногвардійський район.
- м. Макіївка
  - Гірницький район
    - Грузько-Зорянська селищна рада
      - смт Грузько-Зорянське
      - смт Високе
      - смт Грузько-Ломівка
      - смт Межове
      - с-ще Холмисте
      - смт Маяк

    - Пролетарська селищна рада
      - смт П'ятипілля
      - смт Вугляр
      - смт Гусельське
      - смт Колосникове
      - смт Холодне
      - с. Молочарка
      - с. Шевченко

  - Кіровський район
    - Ясинівська селищна рада
      - смт Ясинівка
      - смт Землянки

  - Совєтський район
    - Криничанська селищна рада
      - смт Кринична
      - с-ще Василівка
      - с-ще Леб'яже

    - Нижньокринська селищна рада
      - смт Нижня Кринка
      - смт Велике Оріхове
      - смт Липське
      - смт Лісне
      - с. Липове
      - с. Оріхове

    - Верхньокринська сільська рада
      - с. Верхня Кринка
      - с-ще Алмазне
      - с. Красна Зоря
      - с-ще Монахове
      - с-ще Новий Світ
      - с-ще Новомар'ївка
      - с. Новоселівка

  - Центрально-Міський район
  - Червоногвардійський район
- с-ще Тихе

## Склад ради
Рада складається з 76 депутатів та голови.
- Голова ради:
- Секретар ради: Толстикіна Лариса Валентинівна

### Керівний склад попередніх скликань
| Прізвище, ім'я, по батькові   | Основні відомості                                                       | Дата обрання | Дата звільнення |
| ----------------------------- | ----------------------------------------------------------------------- | ------------ | --------------- |
| Мальцев Олександр Миколайович | Міський голова, 1956 року народження, освіта вища, член Партії регіонів | 26.03.2006   | 31.10.2010      |
| Мальцев Олександр Миколайович | Міський голова, 1956 року народження, освіта вища, член Партії регіонів | 31.10.2010   | 29.05.2014      |

Примітка: таблиця складена за даними сайту Верховної Ради України

### Депутати
За результатами місцевих виборів 2010 року депутатами ради стали:

#### За суб'єктами висування
| Суб'єкт висування           | Кількість обраних депутатів | %    |
| --------------------------- | --------------------------- | ---- |
| Партія регіонів             | 74                          | 97,4 |
| Комуністична партія України | 2                           | 2,6  |

#### За округами
| № округу                    | Прізвище, ім'я, по батькові        | Дата визнання обраним | Освіта             | Партійна приналежність            | Відомості про обраного депутата |
| --------------------------- | ---------------------------------- | --------------------- | ------------------ | --------------------------------- | --- |
| Комуністична партія України |                                    |                       |                    |                                   | |
| б/м                         | Руднєва Віра Миколаївна            | 04.11.2010            | вища               | член Комуністичної партії України | виконком макіївської міської ради, помічник-консультант народного депутата України Кравченка М. В.                                                |
| б/м                         | Гур'єв Григорій Миколайович        | 04.11.2010            | вища               | член Комуністичної партії України | комітет самоорганізації населення, голова |
| Партія регіонів             |                                    |                       |                    |                                   | |
| б/м                         | Сидоренко Василь Павлович          | 04.11.2010            | середня            | позапартійний                     | Відокремлений підрозділ "Шахта «Бутівська» Державного підприємства "Макіїввугілля, прохідник підземний                                            |
| б/м                         | Семенова Марія Іванівна            | 04.11.2010            | вища               | позапартійна                      | Видавничо-поліграфічного комплексу «Преса Макіївки»., заступник генерального директора, головний редактор газети «Вечірня Макіївка»               |
| б/м                         | Волбенко Оксана Володимирівна      | 04.11.2010            | вища               | позапартійна                      | Центр виховання дітей та зайнятості молоді «Поток», директор                                                                                      |
| б/м                         | Антонов Віктор Миколайович         | 04.11.2010            | вища               | член Партії регіонів              | ТОВ «Красногвардійська автобаза», директор |
| б/м                         | Толстикіна Лариса Валентинівна     | 04.11.2010            | вища               | член Партії регіонів              | Макіївська міська рада, секретар |
| б/м                         | Бадамшин Адель Хасіанович          | 04.11.2010            | вища               | член Партії регіонів              | ТОВ «Продтовари», директор |
| б/м                         | Бутов Юрій Тихонович               | 04.11.2010            | вища               | член Партії регіонів              | ЗАТ «Макіївський металургійний завод», голова профспілкового комітету                                                                             |
| б/м                         | Молько Володимир Степанович        | 04.11.2010            | вища               | член Партії регіонів              | Приватне підприємство «SD ТРЕЙД», комерційний директор                                                                                            |
| б/м                         | Хрустальова Наталія Леонідівна     | 04.11.2010            | вища               | член Партії регіонів              | Газета «Макіївський робочий», редактор |
| б/м                         | Григор'єв Олексій Андрійович       | 04.11.2010            | вища               | член Партії регіонів              | Комунальне підприємство Компанія «Вода Донбасу», головний інженер                                                                                 |
| б/м                         | Риндін Олександр В'ячеславович     | 04.11.2010            | середня            | член Партії регіонів              | ТОВ «Рибон», генеральний директор |
| б/м                         | Сніговий Віктор Миколайович        | 04.11.2010            | вища               | член Партії регіонів              | ЗАТ «Макіївський машинобудівельний завод», голова правління                                                                                       |
| б/м                         | Петріщев Володимир Іванович        | 04.11.2010            | вища               | позапартійний                     | Управління Міністерства надзвичайних ситуацій в м. Макіївка, начальник управління                                                                 |
| б/м                         | Кудрявцев Володимир Серафимович    | 04.11.2010            | вища               | член Партії регіонів              | ТОВ «Феротрейд», директор |
| б/м                         | Меладзе Борис Володимирович        | 04.11.2010            | вища               | член Партії регіонів              | Відділення № 33 АТ «БМБанк» в м. Макіївка, директор                                                                                               |
| б/м                         | Рязанцев Олександр Володимирович   | 04.11.2010            | вища               | позапартійний                     | Комунальне підприємство «Тепломережа», начальник відділу                                                                                          |
| б/м                         | Афонін Юрій Вікторович             | 04.11.2010            | вища               | член Партії регіонів              | ТОВ «Авант», директор |
| б/м                         | Шишлов Максим Михайлович           | 04.11.2010            | вища               | член Партії регіонів              | ПАТ «Макіївський комбінат комунальних підприємств», голова правління                                                                              |
| б/м                         | Зайцев Олексій Миколайович         | 04.11.2010            | вища               | член Партії регіонів              | ТОВ, Виробниче комерційне підприємство «Алвема», директор                                                                                         |
| б/м                         | Кобелєв Костянтин Миколайович      | 04.11.2010            | вища               | член Партії регіонів              | КП «Екопром», директор |
| б/м                         | Козлов Валерій Павлович            | 04.11.2010            | вища               | позапартійний                     | фізична особа-підприємець |
| б/м                         | Тексторісова Світлана Анатоліївна  | 04.11.2010            | вища               | член Партії регіонів              | Приватне підприємство «Аустер-Дон», директор |
| б/м                         | Марченко Олег Олександрович        | 04.11.2010            | вища               | член Партії регіонів              | Хлібозавод ТОВ «Спортивний клуб Сергія Бубки» в м. Макіївка, директор                                                                             |
| б/м                         | Полякова Олена Леонідівна          | 04.11.2010            | вища               | член Партії регіонів              | ЗАТ «Макіївкокс», редактор газети «Коксохімік Макіївки»                                                                                           |
| б/м                         | Ісютін Анатолій Григорович         | 04.11.2010            | вища               | член Партії регіонів              | Відокремлений підрозділ "Шахти «Калинівська-Східна» Державного підприємства «Макіїввугілля», директор                                             |
| б/м                         | Луніка Ігор Вікторович             | 04.11.2010            | вища               | член Партії регіонів              | ЗАТ «Макіївський ливарний завод», голова правління                                                                                                |
| б/м                         | Мутик Георгій Анатолійович         | 04.11.2010            | вища               | член Партії регіонів              | Червоногвардійська районна адміністрація Макіївської міської ради, перший заступник                                                               |
| б/м                         | Корнієнко Володимир Іванович       | 04.11.2010            | вища               | член Партії регіонів              | Суб'єкт підприємницької діяльності, директор |
| б/м                         | Щадько Олександр Степанович        | 04.11.2010            | вища               | член Партії регіонів              | Комунальна медична установа «Міська лікарня № 5», головний лікар                                                                                  |
| б/м                         | Ткаченко Віктор Іванович           | 04.11.2010            | вища               | член Партії регіонів              | Ремонтно-механічний завод в/о «Укрвуглегеологія»., директор                                                                                       |
| б/м                         | Голованов Олександр Іванович       | 04.11.2010            | вища               | член Партії регіонів              | Верховна Рада України, помічник-консультант народного депутата України                                                                            |
| б/м                         | Ілляшенко Анатолій Миколайович     | 04.11.2010            | вища               | член Партії регіонів              | Комунальна установа «Муніципальне будівництво» Макіївської міської ради, начальник                                                                |
| б/м                         | Білик Павло Володимирович          | 04.11.2010            | вища               | член Партії регіонів              | Юридичний відділ Макіївської міської ради, заступник начальника                                                                                   |
| б/м                         | Винокурова Наталія Сергіївна       | 18.05.2012            | вища               | позапартійна                      | Секретаріат представників Донбаського регіону Національної ради України з питань телебачення та радіомовлення, провідний спеціаліст               |
| б/м                         | Машиніченко Олександр Анатолійович | 23.05.2013            | вища               | член Партії регіонів              | Корпорація Інноваційно-промислові технології, генеральний директор                                                                                |
| б/м                         | Розсохань Любов Миколаївна         | 27.08.2013            | вища               | член Партії регіонів              | Макіївська міська організація Партії регіонів, заступник голови червоногвардійської районної організації парії регіонів                           |
| 1                           | Федорова Тетяна Іванівна           | 04.11.2010            | вища               | член Партії регіонів              | Макіївський навчально-виховний комплекс № 49 «Надія», директор                                                                                    |
| 2                           | Серединська Ганна Іванівна         | 04.11.2010            | вища               | член Партії регіонів              | Комунальна медична установа «Клінічна Руднична лікарня», директор                                                                                 |
| 3                           | Калмиков Василь Костянтинович      | 04.11.2010            | вища               | член Партії регіонів              | ВАТ Торговельна виробнича фірма «Полюс», директор                                                                                                 |
| 4                           | Масліков Олександр Іванович        | 04.11.2010            | вища               | член Партії регіонів              | Приватне виробничо-комерційне підприємство «Лук», директор                                                                                        |
| 5                           | Чмільов Віктор Іванович            | 04.11.2010            | вища               | член Партії регіонів              | ВАТ Центральна збагачувальна фабрика «Пролетарська», голова Спостережної ради                                                                     |
| 6                           | Лемтюгова Тетяна Яківна            | 04.11.2010            | вища               | член Партії регіонів              | Макіївська загальноосвітня школа № 57, директор                                                                                                   |
| 7                           | Волошин Юрій Гнатович              | 04.11.2010            | вища               | член Партії регіонів              | фізична особа-підприємець |
| 8                           | Церетелі Юрій Джакоєвич            | 04.11.2010            | вища               | член Партії регіонів              | пенсіонер |
| 9                           | Меладзе Теймураз Іларіонович       | 04.11.2010            | вища               | член Партії регіонів              | Відокремлений підрозділ "Шахта «Холодна Балка» Державне підприємство «Макіїввугілля», директор                                                    |
| 10                          | Вихристюк Микола Васильович        | 04.11.2010            | середня спеціальна | член Партії регіонів              | ТОВ «Вікторія», директор |
| 11                          | Шокотько Сергій Анатолійович       | 04.11.2010            | вища               | член Партії регіонів              | Відокремлений підрозділ «Управління по гасінню, профілактиці териконів та рекультивації земель» Державного підприємства «Макіїввугілля», директор |
| 12                          | Уткіна Олена Миколаївна            | 04.11.2010            | вища               | член Партії регіонів              | ТОВ «Укрторгсервіс», директор |
| 13                          | Бозієв Малік Шутаєвич              | 04.11.2010            | вища               | член Партії регіонів              | ВАТ «Граніт», голова правління |
| 14                          | Садова Людмила Олександрівна       | 04.11.2010            | вища               | член Партії регіонів              | Комітет самоорганізації населення 2 мікрорайону, голова                                                                                           |
| 15                          | Сидоренко Тарас Васильович         | 04.11.2010            | вища               | член Партії регіонів              | Відокремлений підрозділ «Шахта ім. С. М. Кірова» Державного підприємства «Макіїввугілля», директор                                                |
| 16                          | Саєнко Ігор Миколайович            | 04.11.2010            | вища               | член Партії регіонів              | Відокремлений підрозділ "Шахта «Ясинівська-Глибока» Державного підприємства «Макіїввугілля», директор                                             |
| 17                          | Ткаченко Олександр Іванович        | 04.11.2010            | вища               | член Партії регіонів              | Приватне підприємство «Експрес-сервіс», директор                                                                                                  |
| 18                          | Щокін Вадим Едуардович             | 04.11.2010            | вища               | член Партії регіонів              | ТОВ «Інтерстрой»., директор |
| 19                          | Утюшев Шаміль Володимирович        | 04.11.2010            | вища               | член Партії регіонів              | КМУ «Швидка медична допомога» у м. Макіївка, головний лікар                                                                                       |
| 20                          | Арнаутов Геннадій Федорович        | 04.11.2010            | вища               | член Партії регіонів              | Міжнародний благодійний фонд «Потенціал», віце-президент                                                                                          |
| 21                          | Олексюк Андрій Борисович           | 04.11.2010            | вища               | член Партії регіонів              | ВП "Шахта ім. В. М. Бажа-нова"ДП "Макіївугілля, директор                                                                                          |
| 22                          | Євсєєв Ігор Миколайович            | 04.11.2010            | вища               | член Партії регіонів              | ТОВ НВП «Екодон», головний інженер |
| 23                          | Деушев Роман Реафатович            | 04.11.2010            | вища               | член Партії регіонів              | СПДДеушев Р. Р., керівник |
| 24                          | Гулий Олександр Вікторович         | 04.11.2010            | вища               | позапартійний                     | Виробничо — комерційна фірма «Алекс Лтд», генеральний директор                                                                                    |
| 25                          | Гальчук Геннадій Петрович          | 04.11.2010            | вища               | позапартійний                     | Гіпермаркет ТОВ «Епіцентр К» у м. Макіївка, директор                                                                                              |
| 26                          | Чаленко Віктор Іванович            | 04.11.2010            | вища               | член Партії регіонів              | ВАТ «Ясинівський коксохімічний завод», голова правління                                                                                           |
| 27                          | Коломійченко Олександр Іванович    | 04.11.2010            | вища               | член Партії регіонів              | ВАТ «Макіївський коксохімічний завод», ЗАТ «Макіївкокс», голова правління                                                                         |
| 28                          | Шевченко Валентина Іванівна        | 04.11.2010            | вища               | член Партії регіонів              | Макіївський міський ліцей, директор |
| 29                          | Солдатенков Олександр Дмитрович    | 04.11.2010            | вища               | член Партії регіонів              | ТОВ «ТСА-СТІЛ ГРУП», директор |
| 30                          | Яретенко Юрій Іванович             | 04.11.2010            | вища               | член Партії регіонів              | Приватне підприємство «Юрбудмонтаж», директор |
| 31                          | Чантурідзе Сосо Джимшерович        | 04.11.2010            | вища               | член Партії регіонів              | ТОВ «Ліберті-компані», директор |
| 32                          | Новічков Юрій Олександрович        | 04.11.2010            | вища               | член Партії регіонів              | Донбаська національна академія будівництва та архітектури, асистент кафедри                                                                       |
| 33                          | Масалов Артем Михайлович           | 04.11.2010            | вища               | член Партії регіонів              | ТОВ «Макіївпромтранс», начальник служби перевезень                                                                                                |
| 34                          | Іванов Сергій Васильович           | 04.11.2010            | вища               | член Партії регіонів              | ЗАТ "ВО «Конті», директор Департаменту логістики                                                                                                  |
| 35                          | Бєлоусова Тамара Анатоліївна       | 04.11.2010            | вища               | член Партії регіонів              | ТОВ "Компанія «INPRO», директор |
| 36                          | Нікольський Олександр Юрійович     | 04.11.2010            | вища               | член Партії регіонів              | ТОВ «Профі-прес», директор |
| 37                          | Вальтер Едуард Володимирович       | 04.11.2010            | вища               | член Партії регіонів              | Комунальна медична установа «Міська клінічна стоматологічна поліклініка № 3», лікар стоматолог                                                    |
| 38                          | Лисенко Микола Анатолійович        | 04.11.2010            | вища               | член Партії регіонів              | Відокремлений підрозділ «Шахта Бутівська» Державного підприємства «Макіїввугілля», директор                                                       |